# Clavibacter michiganensis
A Clavibacter michiganensis egy aerob, Gram-pozitív baktériumfaj a Microbacteriaceae nevű családban. A baktérium alfajai különféle megbetegedéseket okoznak paradicsom és burgonya növényeken.
A Clavibacter michiganensis ssp. michiganensis nevű alfaj a paradicsom klavibakteres betegségének, a Clavibacter michiganensis ssp. sepedonicus pedig a burgonya baktériumos hervadásának kórokozója. Ugyanez az alfaj ritkán megtelepszik cukorrépán is, de tüneteket nem okoz, nem betegíti meg.